# Orden de Bernardo O'Higgins

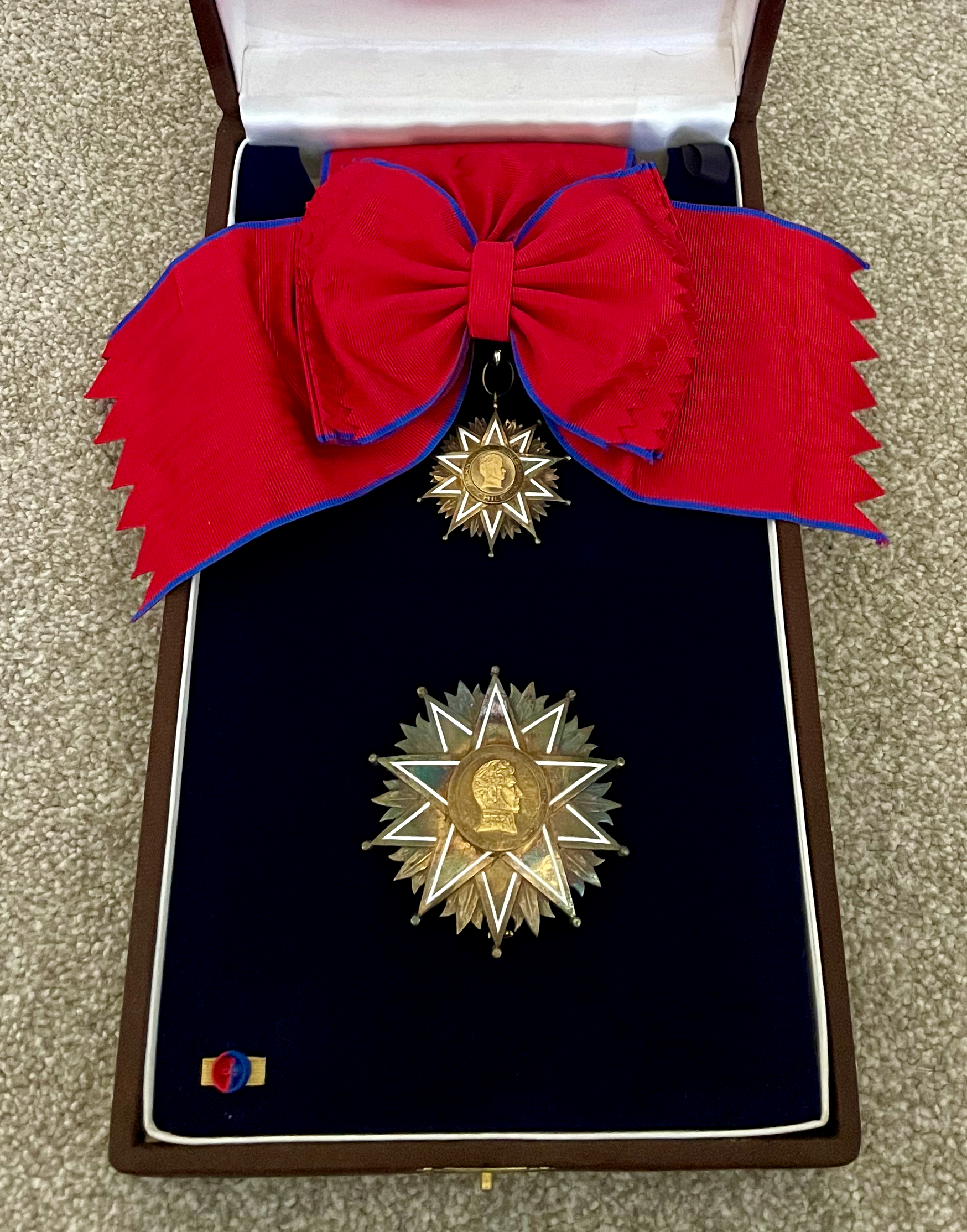
Gran Cruz de la Orden de Bernardo O'Higgins

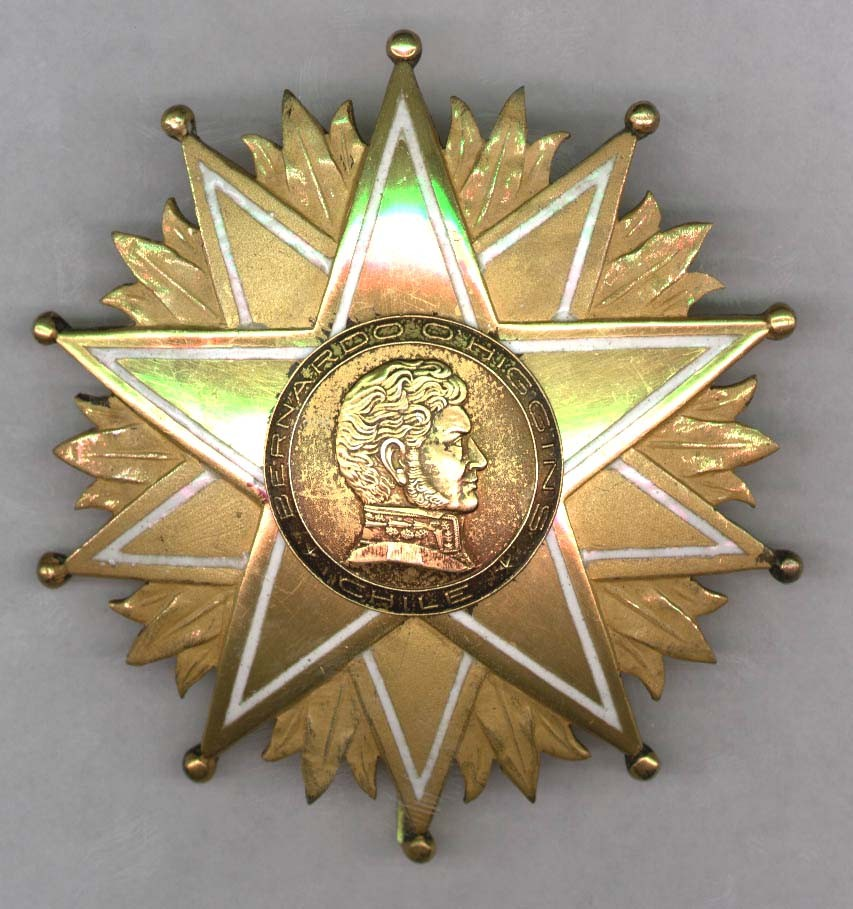
Placa de la Gran Cruz

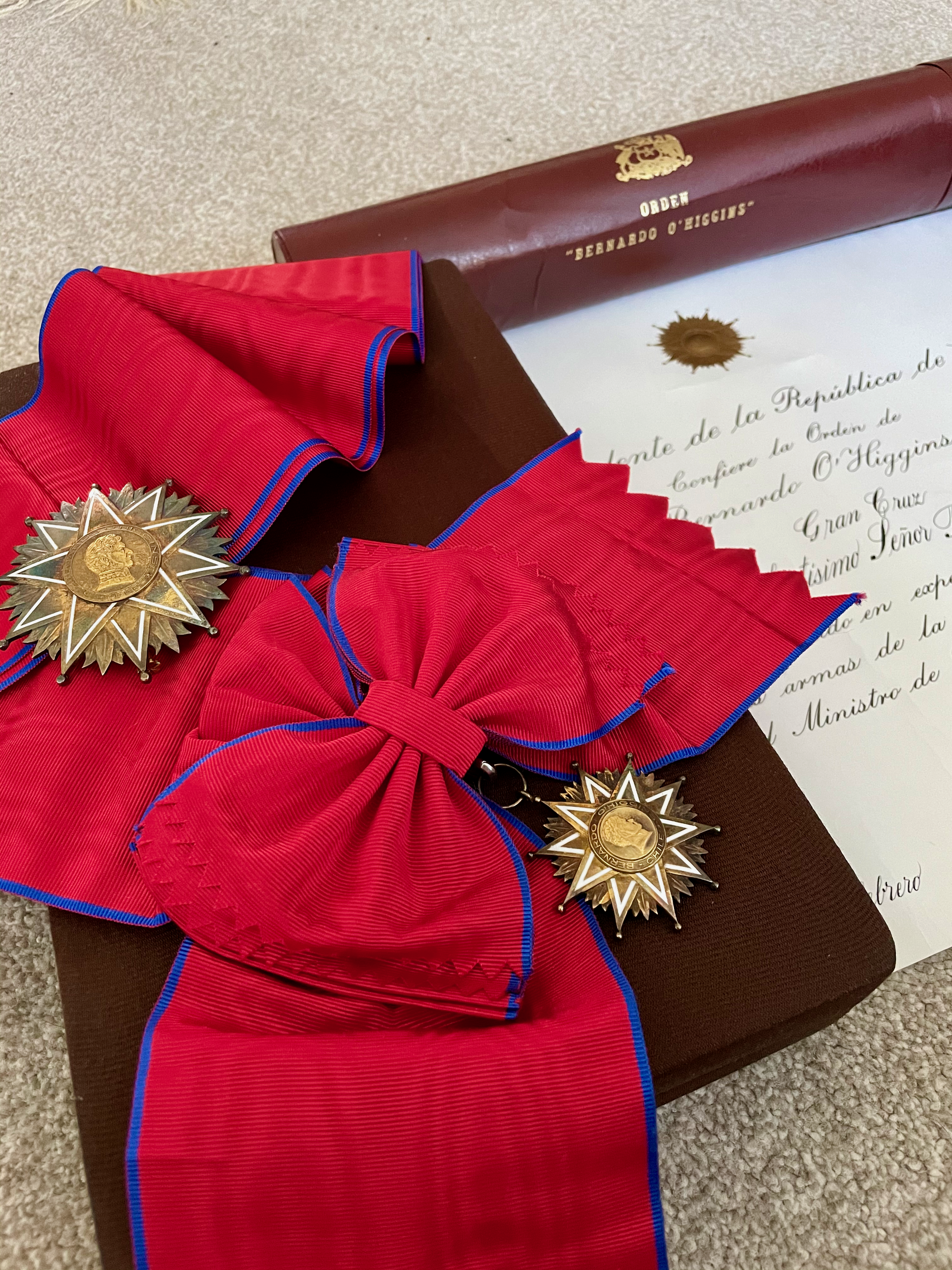
Gran Cruz de la Orden de Bernardo O'Higgins, con documento de otorgamiento

La Orden de Bernardo O'Higgins es una condecoración otorgada por Chile. Es el máximo honor civil otorgado a ciudadanos no chilenos. Fue establecida en 1965 y lleva el nombre de Bernardo O'Higgins, uno de los padres de la patria y general de la guerra de la independencia de Chile, así como director supremo entre 1817 y 1823.
Se trata de la prolongación de la Orden al Mérito de Chile, con el objeto de ampliar el otorgamiento de ella a los casos en que el Estado de Chile desea recompensar a los ciudadanos extranjeros que merecen ser distinguidos por su participación sobresaliente en las artes, las ciencias, la educación, la industria, el comercio o la cooperación humanitaria y social.
Esta condecoración es conferida por el presidente de la República a sugerencia del ministro de Relaciones Exteriores. Posee los mismos grados de la Orden Al Mérito, más la Orden Bernardo O'Higgins de Primera Clase y la Orden Bernardo O'Higgins de Segunda Clase.

## Historia
La Orden de Bernardo O'Higgins fue creada en 1956 (Decreto N.º 272) al ampliarse los grados de la Orden al Mérito después del grado de Caballero y como continuación de estos los grados de Medalla Bernardo O'Higgins de Primera Clase y Medalla Bernardo O'Higgins de Segunda Clase. Como la anterior, está reservada a extranjeros.
Posteriormente, en 1967 (Decreto N.º 303) se separó de la Orden al Mérito con sus propios grados, que eran casi idénticos a los de esta. En 1985 se estableció su reglamento, y en 2006 se estableció la categoría de Collar, quedando con los mismos grados que la Orden al Mérito.

## Grados
La orden se compone de los siguientes grados:
- Collar
- Gran Cruz
- Gran Oficial
- Comendador
- Oficial
- Caballero

| Caballero | Oficial | Comendador | Gran Oficial | Gran Cruz | Collar |

## Condecorados
- Emilio Álvarez Montalván
- Margot Benacerraf
- Rafael Bielsa
- María Cavaco Silva
- Artur Chilingarov
- Jack Dutton
- Carlos Escudé
- Bob Fulton, John Keenan y Robert Somerville[3][4][5]
- Clark Hewett Galloway
- Stanisław Gebhardt
- Thomas Kerstiens
- Antonio López-Istúriz Blanco
- Mike Medavoy
- Adán Michnik
- Alois Mock
- Robert K. O'Neill
- Óscar Osorio
- Park Young-ju[6]
- Ada Rogato
- Guillermo Rodolfo
- Mercedes Sosa
- Héctor Valdez Albizu
- Stuart Van Dyke[7]
- Maxime Verhagen
- Max Westenhöfer

### Grandes Cruces
- Jan Peter Balkenende
- Xavier Barcons (2020)[8]
- María Cavaco Silva
- Príncipe Daniel, duque de Västergötland
- Piet de Jong
- Ridzwan Dzafir (1996)[9]
- Tim Fischer
- Stephen Kim Sou-hwan (2002)
- Roberto Kozak (1992)[10][11]
- Mohammed VI de Marruecos
- Jan Pronk
- Christopher Reeve[12]
- Reina Silvia de Suecia
- Sunao Sonoda
- Tunku Abdullah (1995)
- Tunku Naquiyuddin
- Simón Wiesenthal